# Oechsler AG
Die Oechsler AG (Eigenschreibweise: OECHSLER) ist ein Unternehmen der Kunststoffverarbeitenden Industrie mit Sitz im mittelfränkischen Ansbach.
Das Unternehmen ist für die Automobil-, Medizin- und Sportartikel-Industrie tätig.

## Geschichte
Die Firmengeschichte geht auf das Jahr 1864 zurück. Der Namensgeber Matthias Oechsler gründete vor mehr als 160 Jahren Oechsler als Beinringler- und Beinknopfmacher Handwerksbetrieb. Im Jahr 1893 stieg sein Sohn Otto Oechsler als Mitinhaber in das Unternehmen ein und übernahm den Betrieb 1901 nach dem den Tod des Firmengründers. Zu Beginn des 20. Jahrhunderts stieg die Mitarbeiterzahl auf 1000 an.
Im Jahr 1912 erweiterte Otto Oechsler das Unternehmen mit einem Werk in Weißenburg. Bis in die 1930er Jahre expandierte das Unternehmen, ehe die Wirtschaftskrise Oechsler zwang, einzelne Abteilungen einhergehend mit einbrechenden Exporten zu schließen. Gesichert ab 1934 produzierte die Matthias Oechsler & Sohn AG verschiedene Abzeichen für NS-Organisationen, unter der Reichszeugmeisterei-Nummer M1/14, darunter Parteibazeichen für die NSDAP und Hiterjugend.
Im Zweiten Weltkrieg fiel das Werk in Ansbach Bombenangriffen der Alliierten zum Opfer. Im Zuge des Wiederaufbaus wurde eine neue Werkhalle für die Herstellung von Präzisionskunststoffteilen geschaffen.
Im Jahr 1947 entwickelte der inzwischen das Unternehmen leitende Albert Oechsler mit seinen beiden Brüdern eine Kunststoff-Spritzgießmaschine und machte OECHSLER zu einem Systemlieferanten. Zum 100-jährigen Jubiläum firmte sich Oechsler zur GmbH & Co. um. Die damalige Bahnhofsstraße heißt seitdem zu Ehren des Firmengründers Matthias-Oechsler-Straße. In den Jahren 1965 bis 1970 folgten weitere Ausbauten der Werke in Ansbach und Weißenburg.
Im Jahr 2000 wurde aus der Matthias Oechsler & Sohn GmbH & Co. die Oechsler AG. Diese verfolgt eine Globalisierungsstrategie. Heute hat die Oechsler-Gruppe Produktionsstandorte in Deutschland (Ansbach, Weißenburg, Brodswinden), China (Taicang), Rumänien (Lipova), und Mexiko (Querétaro).
Die Oechsler AG hat als Technologie- und Entwicklungspartner die Speedfactories von adidas in Brodswinden und Acworth von 2015 bis 2019 betrieben. In den Speedfactories wurde unter Nutzung von modernster Technologie die Schuhproduktion automatisiert.

## Tätigkeitsfelder und Produktgruppen
Das Unternehmen ist tätig im Kunststoff- und Keramikspritzguss, der Aktuatorik (allg. Antriebstechnik), Additiver Fertigung und der Montage von Bauteilen. Die Produktpalette reicht von Medizinprodukten über Robotic Systeme bis hin zu Sportartikeln. Zudem gilt Oechsler als einer der größten Produzent für kunststoffbasierte 3D-gedruckte Komponenten.
Zu den bekanntesten Produkten aus dem Hause zählen die Elektronische Parkbremse, Komponenten für Vakuumpumpen, Assistenzsysteme für autonomes Fahren sowie Schuhsohlen, Sporthelme und Medizinprodukte.

### Spritzguss
Der Spritzguss ist die älteste Kompetenz im Haus. Der Bereich erstreckt sich von der Konstruktion und Fertigung von Spritzgießwerkzeugen über die Produktion von polymeren, keramischen und metallischen Komponenten bis hin zur Montage von Baugruppen (Klein- und Großserie).
Der Kunststoffspritzguss findet unter anderem im Automotive wie im Healthcare-Sektor Anwendung. In zertifizierten Reinräumen werden beispielsweise Blutzuckermessgeräte und Inhaliergeräte (bspw. für Asthmaerkrankung) gefertigt.
Die Produkte des Keramikspritzguss werden unter anderem für Automotive Anwendungen gefertigt. Kratzfeste Oberflächen mit Lichtapplikationen, freie 3D-Formengestaltung und Oberflächenveredelungen ermöglichen verschleißfeste Produkte.

### Aktuatorik
Neben der Herstellung von Einzelkomponenten bietet das Unternehmen auch antriebstechnische Baueinheiten, so genannte Aktuatoren an. Diese setzen elektrische Signale in eine mechanische Bewegung um. Aktuatoren werden bislang vor allem für den Automobilsektor produziert, wobei Anwendungsmöglichkeiten auch im Roboter- oder Mobilitätsbereich gegeben sind. Eines der Kernprodukte in diesem Bereich ist die elektronische Parkbremse. OECHSLER gilt als globaler Marktführer in Bezug auf absolut gefertigten Stückzahlen von elektronischen Parkbremsen. Im Jahr 2018 wurde das Unternehmen von ZF in dem Bereich „Innovation“ mit dem „ZF Supplier Award“ ausgezeichnet.

### Additive Fertigung
Die additive Fertigung, oft auch 3D-Druck genannt, nutzt Oechsler in Ergänzung zu den bestehenden Herstellverfahren. Die Kapazität umfasst ca. 200 Drucker weltweit. Bisherige Produkte sind vor allem Sport- und Lifestyle-Artikel wie Schuhsohlen, Sporthelme (Zusammenarbeit mit American Football Team Riddell) oder Sportsitze (Zusammenarbeit mit Porsche).

### Montierte Baugruppen
Das Unternehmen produziert stromleitende Heizsysteme für Sensoren die als Assistenzsysteme für autonomes Fahren genutzt werden sowie Systeme für die selektive katalytische Reduktion (SCR-Systeme) im Automobilbereich. Diese Technik beschreibt die Verminderung von Stickoxiden in Abgasen. Daneben produziert das Unternehmen auch Schlüsselkomponenten für Vakuumpumpen, die zum Druckaufbau bei Autobremsen verwendet werden.

## Zahlen und Fakten
Die Oechsler-Gruppe unterhält Produktionsstandorte in Ansbach, Ansbach-Brodswinden und Weißenburg sowie bei der chinesischen Tochtergesellschaft Oechsler Plastic Products (Taicang) Co. Ltd. in Taicang, der Oechsler Romania s.r.l. in Lipova, der Oechsler Mexico S.A. de C.V. in Querétaro, der Oechsler Motion Inc. in Acworth (USA) und der Oechsler Motion LLC in Long An (Vietnam). Die Nachkommen des Unternehmensgründers sind nach wie vor mit 79 Prozent am Grundkapital der AG beteiligt, neben dem Management ist der Finanzinvestor Deutsche Beteiligungs AG (DBAG) mit 20 Prozent an der Gesellschaft beteiligt.

## Auszeichnungen seit 2015
- 2020: Das sind Deutschlands 100 wachstumsstärkste Mittelständler[10]
- 2020: Axia Best Managed Companies Award[11]
- 2018: SPE Automotive Award – Parts & Components 2018 First Prize – Electronical/Optical Part „Universeller Turboaktuator“ Internationale Gesellschaft für Kunststofftechnik e.V.
- 2018: ZF Supplier Award – Innovation ZF
- 2018: Innovationspreis 2018 (adidas für SPEEDFACTORY) Bundesministeriums für Wirtschaft und Energie
- 2018: Finalist im Wettbewerb „Excellence in Production“ Fraunhofer IPT, WZL, RWTH Aachen University
- 2018: Hella Best Logistics Supplier Award Hella Corporate Center China
- 2017: High-Tech Enterprise Award Science and technology department and Finance department and Tax bureau of Jiangsu province
- 2017: Top Taxpayer Award High and new technology industry development zone management committee of Taicang Jiangsu Province
- 2017: Intelligent & Safety Production Award High and new technology industry development zone management committee of Taicang Jiangsu Province
- 2017: Advanced Technology Innovation Award High and new technology industry development zone management committee of Taicang Jiangsu Province
- 2017: Bosch Crazy for suCCess Award Bosch GmbH
- 2017: Cummins EMEA Supplier Conference Cummins Inc.
- 2016: ZF Supplier Award – Production Materials ZF
- 2016: KieCup – Oechsler Nr. 1 in Europa (Qualitätspreis) kiekert AG
- 2015: Großer Preis des Mittelstands Oskar Patzelt Stiftung

Quelle: